# Železno (Žalec, Slovenija)
Železno je naselje u slovenskoj Općini Žalecu. Železno se nalazi u pokrajini Štajerskoj i statističkoj regiji Savinjskoj. 

## Stanovništvo
Prema popisu stanovništva iz 2002. godine naselje je imalo 168 stanovnika.